# KF Trepça
Ne doit pas être confondu avec KF Trepça'89.
Maillots
Le Klubi Futbollistik Trepça Mitrovice est un club de football kosovar basé à Mitrovica au Kosovo et fondé en 1932. KF Trepça joue au Liga e Parë de niveau 2.
KF Trepça est l'un des clubs les plus performants au Kosovo gagnant le Championnat du Kosovo sept fois.

## Histoire
KF Trepça est fondé par des mineurs de Trepça en 1932.

## Palmarès
- Championnat du Kosovo (7)
  - Champion : 1947, 1949, 1950, 1952, 1955, 1993, 2010

- Coupe du Kosovo (1)
  - Vainqueur : 1992

- Supercoupe du Kosovo (1)
  - Vainqueur : 2010

- Championnat de Yougoslavie de D2 (1)
  - Champion : 1977